# Petra Špalková

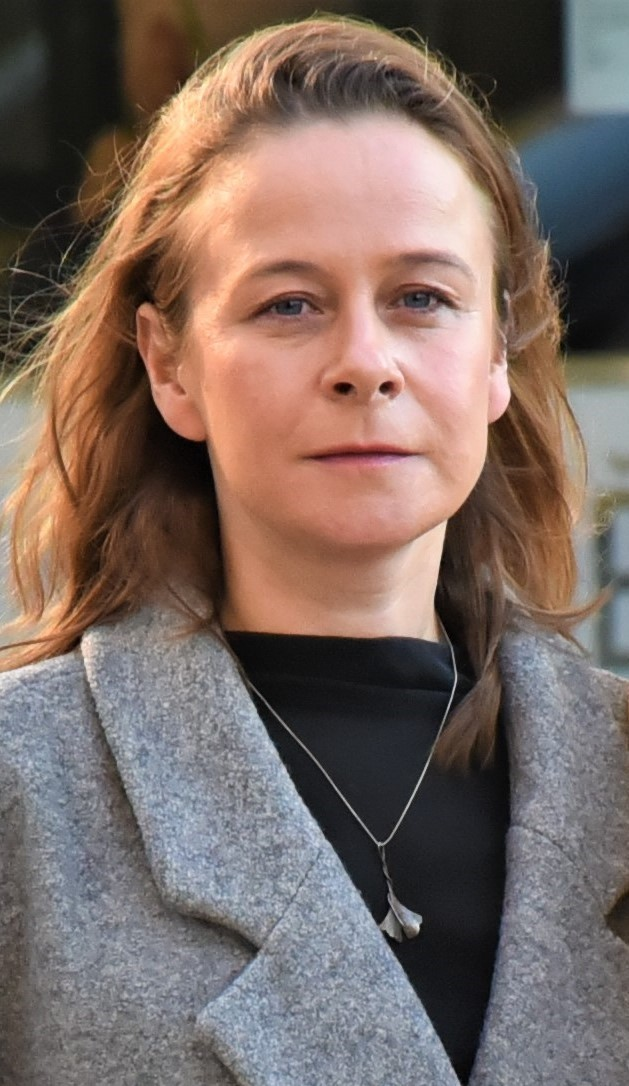
Petra Špalková im Jahr 2019

Petra Špalková (* 21. Februar 1975 in Brünn, Tschechoslowakei) ist eine tschechische Schauspielerin.

## Leben
Petra Špalková wurde 1975 in Brünn geboren. Das Leben ihrer Familie ist eng mit dem Fußball verbunden, so war ihr Vater Fußballschiedsrichter und ihre Mutter Fußballfunktionärin. Trotzdem interessierte sich Špalková mehr fürs Theater und spielte seit ihrer frühen Kindheit bei Stücken im Brünner Divadlo Husa na provázku (Theater Gans an der Schnur) mit. Sie studierte nach ihrem Schulabschluss zunächst zwischen 1993 und 1995 für ein paar Semester Theaterwissenschaften an der Prager Karls-Universität, wechselte dann aber zum Theaterschauspiel und schloss sich gleichzeitig der Theatergruppe Kašpar ihres Bruders an.
1996 bekam sie ein Engagement am Prager Činoherní klub (Drama Club), für ihre Rolle der Katharina in Der Widerspenstigen Zähmung wurde sie 1997 mit dem Cena Thálie („Thalia-Preis“) als Beste Schauspielerin unter 33 Jahren ausgezeichnet. 1997 hatte sie ein Gastspiel am Theater in der Dlouhá Straße und erhielt für ihre Rolle als Madame Clawdia Chauchat in Der Zauberberg den Cena Alfréda Radoka („Alfréd-Radok-Preis“) als Talent des Jahres. Ihre weiteren Theaterstationen in Prag waren von 1999 bis 2004 das Divadlo Na zábradlí (Theater am Geländer) und anschließend das Národní divadlo (Nationaltheater), dessen Ensemble sie über ein Jahrzehnt lang angehörte. Mittlerweile ist sie als permanente Gastschauspielerin des Theaters gelistet. Neben ihrer Bühnentätigkeit unterrichtete Špalková von 2001 bis 2006 am Prager Konservatorium Schauspiel. 2006 gab sie die Lehrtätigkeit auf, da sie aufgrund all der Bühnenauftritte der vorausgegangenen Jahre einem Zusammenbruch sehr nah war. Auch ließ sie sich scheiden.
Abseits ihrer Arbeit auf den Theaterbühnen konnte Špalková jetzt zunehmend auch in Fernseh- und Kinofilmen Erfolge feiern. Nachdem sie zunächst vorrangig kleinere Rollen erhielt (z. B. in dem oscarprämierten Film Kolya) und auch in bekannten Fernsehserien zu sehen war (z. B. Letiště), kamen später Rollen in Kinofilmen dazu. 2003 wurde sie für die Hauptrolle in dem Film Smradi erstmals für den Český lev („Böhmischer Löwe“) nominiert. Seit den 2010er Jahren wurde Špalková für ihre schauspielerische Tätigkeit dreimal mit diesem Preis ausgezeichnet, einmal (2014) als Beste Hauptdarstellerin (für Jako nikdy) und zweimal (2018, 2021) als Beste Nebendarstellerin (für Ice Mother und Shadow Country). Der Film Ice Mother wurde als tschechischer Beitrag für den besten fremdsprachigen Film für die Oscarverleihung 2018 ausgewählt, erhielt aber keine Nominierung.
2022 nahm sie bei der 16. Nacht der Literatur in Prag teil und las hier aus einigen Werken vor.
Sie ist in zweiter Ehe mit dem Schauspieler Miloslav Tichý verheiratet, das Paar hat zwei Kinder.

## Filmografie
- 1996: Kolya (Kolja)
- 2001: Frühling im Herbst (Babí léto)
- 2002: Smradi
- 2007: Václav
- 2013: Jako nikdy
- 2016: Wasteland – Verlorenes Land (Pustina, Fernsehserie)
- 2017: Ice Mother (Bába z ledu)
- 2017: Barefoot (Po strništi bos)
- 2020: Shadow Country (Krajina ve stínu)

## Auszeichnungen
- 2014: Český lev – Beste Hauptdarstellerin (in dem Film Jako nikdy)[8]
- 2018: Český lev – Beste Nebendarstellerin (in dem Film Bába z ledu)[9]
- 2021: Český lev – Beste Nebendarstellerin (in dem Film Krajina ve stínu)[10]